# Frank Cousins
Frank Cousins (ur. 8 września 1904 w Bulwell, zm. 11 czerwca 1986) – brytyjski działacz związkowy i polityk, członek Partii Pracy, minister w rządach Harolda Wilsona.
Wykształcenie odebrał w King Edward School w Doncasterze. Szkołę opuścił w wieku 14 lat i podjął pracę w kopalni węgla w Yorkshire, gdzie pracowali jego ojciec i brat. Od 1923 pracował jako kierowca ciężarówki. W październiku wstąpił do Transport and General Workers' Union (TGWU). W lipcu 1938 został urzędnikiem sekcji transportu drogowego TGWU. W październiku 1948 został narodowym sekretarzem Road Transport (Commercial) Group. W 1948 podjął pierwszą, nieudaną, próbę uzyskania stanowiska asystenta sekretarza generalnego TGWU. Dopiero druga próba, podjęta w 1955, zakończyła się sukcesem. W tym samym roku Cousins został wybrany do Narodowego Komitetu Wykonawczego Partii Pracy. Zrezygnował jednak z tego stanowiska w marcu 1956.
Od lutego 1956 był p.o. sekretarza generalnego TGWU. W maju tego roku, po śmierci sekretarza generalnego Jocka Tiffina, Cousins został nowym sekretarzem generalnym. Sprawował to stanowisko do 1969. Był członkiem Rady Generalnej Kongresu Związków Zawodowych oraz przewodniczącym International Transport Workers' Federation w latach 1958-1960 i 1962-1964.
Cousins był ministrem technologii w rządzie Wilsona w latach 1964-1966. Od 1964 był członkiem Tajnej Rady. Do Izby Gmin dostał się jednak dopiero w styczniu 1965, wygrywając wybory uzupełniające w okręgu Nuneaton. W lipcu 1966 zrezygnował ze stanowiska ministra, a w listopadzie z mandatu parlamentarnego.
W grudniu 1930 poślubił Annie Judd. Miał z nią czworo dzieci - Johna, Brendę, Michaela i Frances.